# Archichauliodes collifer
Archichauliodes collifer är en insektsart som beskrevs av Günther Theischinger 1983. Archichauliodes collifer ingår i släktet Archichauliodes och familjen Corydalidae. Inga underarter finns listade i Catalogue of Life.